# San Estanislao (Paraguay)
San Estanislao, conosciuta comunemente con il nome di Santaní, è una città del Paraguay, la più popolata del dipartimento di San Pedro; la città dista 151 km dalla capitale del paese Asunción.

## Popolazione
Al censimento del 2002 la città contava una popolazione urbana di 13.202 abitanti (49.249 nel distretto).

## Storia
La fondazione di San Estanislao risale al 13 novembre 1749, quando il missionario gesuita Sebastián de Yegros fondò sulla riva sinistra del torrente Tapiracuai la missione di San Estanislao de Kostka, allo scopo di raccogliere ed evangelizzare le popolazioni indigene della zona. Dopo l'espulsione dei gesuiti, decretata nel 1767 dal re Carlo III di Spagna, altre congregazioni religiose si presero carico della missione.
Durante la guerra della Triplice Alleanza gli edifici costruiti dai gesuiti servirono nell'agosto del 1869 da quartier generale al presidente del Paraguay Francisco Solano López. In seguito la città fu centro di attrazione per numerosi coloni di origine araba ed europea, che contribuirono al suo sviluppo demografico.

## Economia
Le principali attività economiche di San Estanislao sono il commercio, l'agricoltura e l'allevamento.
Le principali coltivazioni sono il cotone, il ka'a he'e, la manioca, la soia e il sesamo.

## Edifici storici
La chiesa parrocchiale, costruita nel 1805 nel luogo ove era posto precedentemente il tempio gesuitico e ricostruita poi nel 1957, ricalca il modello architettonico adottato dalla Compagnia di Gesù nel XVIII secolo; l'altare maggiore barocco e le statue lignee di San Stanislao Kostka e di San Michele Arcangelo ne fanno un monumento di interesse nazionale.
L'edificio costruito dai gesuiti che fu anche quartier generale del Maresciallo Solano López ospita un importante museo storico.